# Volta (architettura)

Nomenclatura della volta a botte: (1) chiave di volta; (2) cuneo; (3) estradosso; (4) piedritto; (5) intradosso; (6) freccia; (7) corda; (8) rinfianco.

La volta è uno dei tipi fondamentali di copertura architettonica. Si tratta di una teorica serie di archi affiancati in profondità a formare la terza dimensione, oppure del risultato della rotazione di un arco di conica (non degenere).

## Descrizione
Come negli archi, bisogna distinguere tra volte vere e proprie, create cioè in muratura con pietre o laterizi a forma di cuneo, con i giunti orientati verso un punto centrale, e volte apparenti o improprie (talvolta chiamate più genericamente coperture a guscio), create in calcestruzzo colato, legno, cemento armato, ecc. L'uso esclusivo di volte proprie è molto raro: fin dall'epoca dei Romani si costruivano volte apparenti in calcestruzzo.
Gli elementi caratterizzanti di una volta sono la concavità interna e il fatto di essere una struttura spingente, cioè che, come l'arco, genera spinte laterali che devono essere annullate da contrafforti o elementi di trazione. 
Con l'arco ha molti elementi in comune, sia nella nomenclatura, sia nella statica che nei metodi di costruzione. Si distinguono in volte semplici, con una sola superficie curva di intradosso, o composte, con più superfici in concorso. Le volte di maggior impiego sono formate da superfici con direttrice circolari e/o ellittiche.

### Tipi di copertura a volta
Volte semplici
- Volta a botte
- Volta a vela
- Volta a cupola

Volte composte:
- Volta a crociera (diffusissima, generata dall'intersezione di due volte a botte uguali)
  - Volta a crociera gotica, gli archi perimetrali sono a sesto acuto, mentre gli archi dei costoloni sono a tutto sesto (vedi figura a lato).
- volta d'ogiva, volta in forma d'arco diagonale di rinforzo (nervatura chiamata ogiva) tesa sotto la volta gotica, della quale facilita la costruzione e la cui spinta trasmette agli angoli, consentendo di praticare ampie aperture nei muri laterali.
- Volta a lunetta (intersezione di due volte a botte aventi raggio diverso)
- Volta a padiglione (volta a crociera senza gli archi perimetrali)
- Volta a schifo (detta anche "romana"; volta a padiglione sezionata da un piano orizzontale)
- Volta a creste e vele (volta caratterizzata da una suddivisione in spicchi tramite costoloni)
- Volta a ventaglio nel gotico inglese.

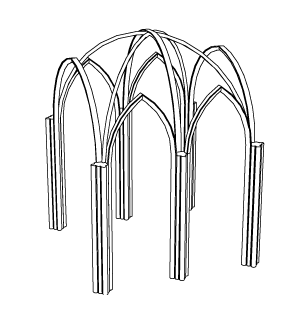
Schema di una volta a crociera divisa in sei spicchi, tipica dell'architettura gotica più avanzata

- Schema di una volta a crociera divisa in sei spicchi, tipica dell'architettura gotica più avanzataVolta a stalattiti o ad alveare nell'architettura islamica
- Volta a stella, tipica dell'architettura barocca leccese.